# (12855) Tewksbury
(12855) Tewksbury (1998 HS32) – planetoida z pasa głównego asteroid okrążająca Słońce w ciągu 4,1 lat w średniej odległości 2,56 j.a. Odkryta 20 kwietnia 1998 roku.